# Yanar Dag
Yanar Dag (en azerí Yanar Dağ ) o la Montaña de Fuego  - es una montaña, que está situada en la Península de Absheron, al norte de Bakú, Azerbaiyán. Los laterales de la montaña siempre están ardiendo debido a que los poros de las rocas despiden gas natural.  El sitio es un área protegida por el Estado y por el Instituto de Arqueología y Etnografía de la Academia Nacional de Ciencias de Azerbaiyán.

## Descripción
La montaña está continuamente en llamas debido a la salida de gas natural a través de la piedra arenisca. No importa si llueve o está haciendo mucho viento, podrás seguir viendo el fuego.  
Cuando el gas emerge y tiene contacto con la superficie, el oxígeno, provoca que se inflame, ardiendo espontáneamente y alcanzando llamas imprevisibles de diferente intensidad. 
Aunque se desconoce la causa del origen del fuego, su fuente geológica está en un gran depósito subterráneo de gas que se filtra limpiamente a través de la roca porosa. Aquí arde casi de manera eterna una hoguera a lo largo de unos 200 metros, con llamas de hasta 3 metros de altura. 
Los geólogos definen a Yanar Dag como 'volcán de lodo' un indicador de las reservas de petróleo y gas (principalmente metano) ocultas bajo la tierra en esta región con una de las mayores concentraciones de hidrocarburos del planeta.
Ya que Yanar Dag se quema independientemente de las condiciones climáticas, la población local consideran que la montaña es sagrada. Yanar Dag no es la única montaña de fuego en el país, pero la mayoría de ellos se agotaron debido a la explotación estos recursos por las personas y como resultado la presión subterránea se redujo.

## En la historia
El fuego ha sido siempre importante en esa región, siendo el elemento fundamental de adoración de la antigua religión de Zoroastro. No en vano todo Azerbaiyán se llama la tierra del fuego.
En la Península Absheron junto al Mar Caspio numerosas de estas fogatas son conocidas desde la antigüedad. Las primeras descripciones de esta ubicación, Yanar Dag, datan del siglo XIII, en los manuscritos del explorador Marco Polo. También el escritor Alejandro Dumas describió el lugar durante una de sus visitas a la zona.

## Turismo
La proximidad del sitio a Bakú y su espectacularidad, especialmente durante la noche, han hecho que en los últimos años Yanar Dag se convirtiera en un interés turístico y un destino de peregrinación de la población azerbaiyana, también de extranjeros de la India. e Irán.

## Galería

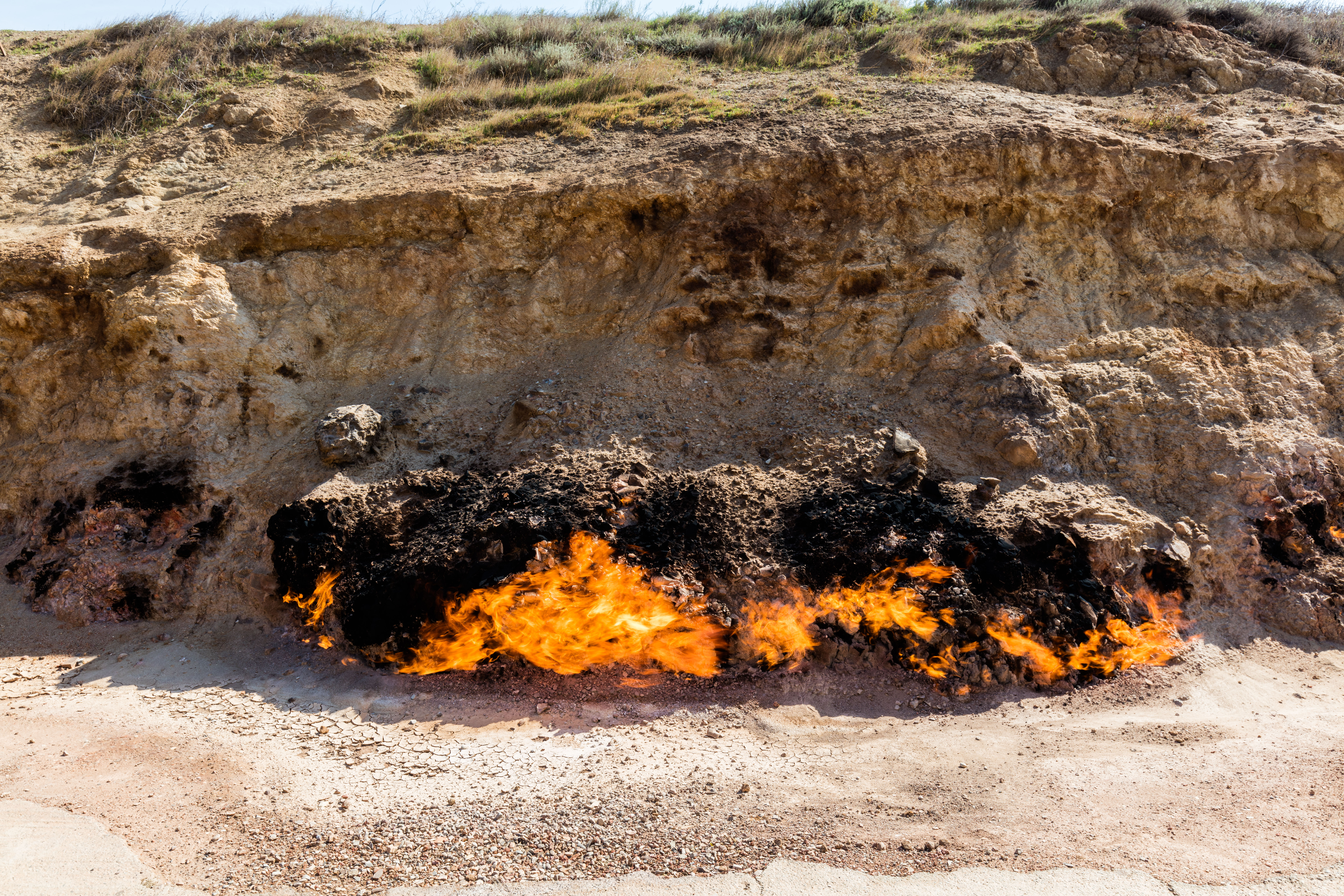
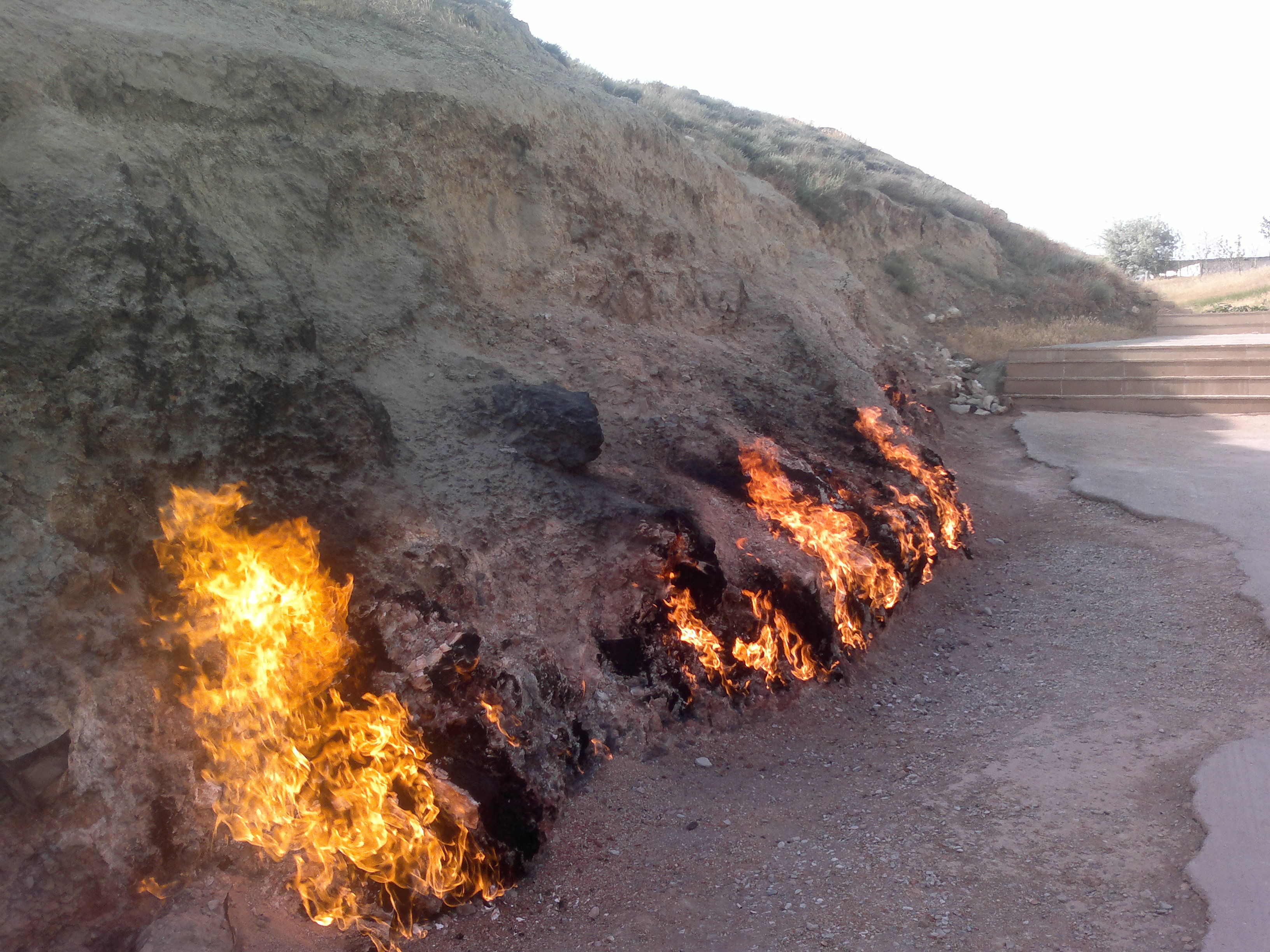
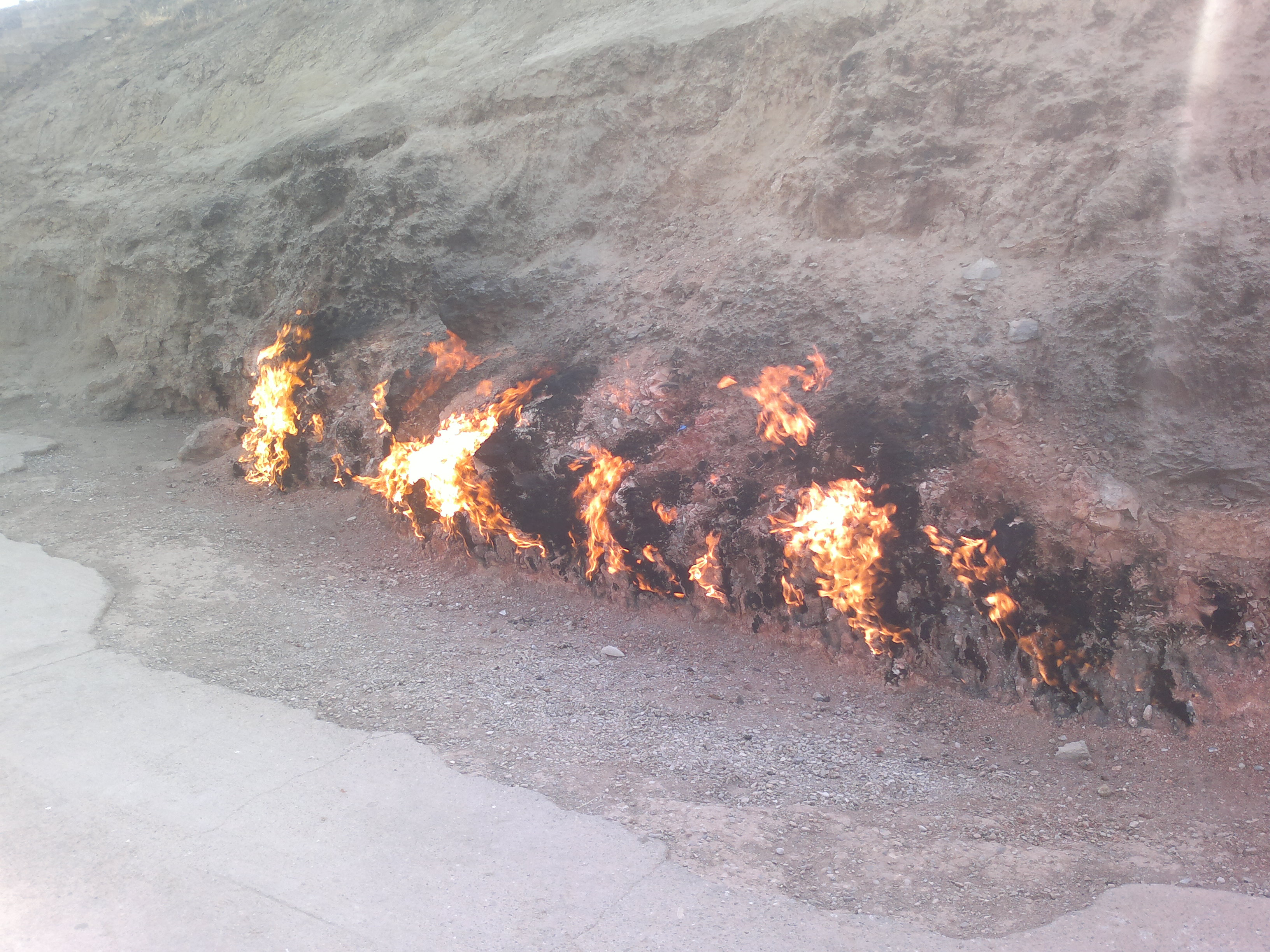
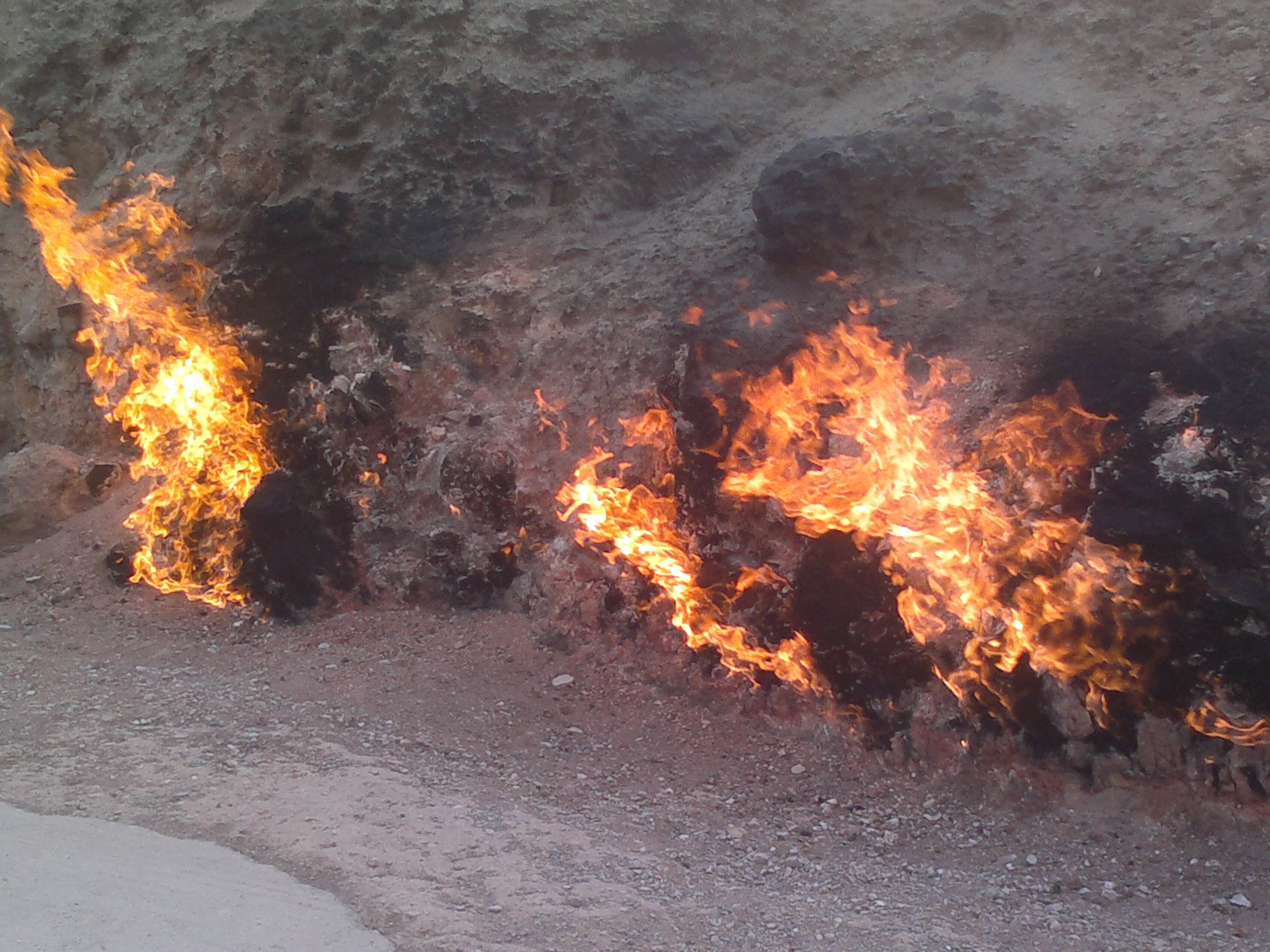
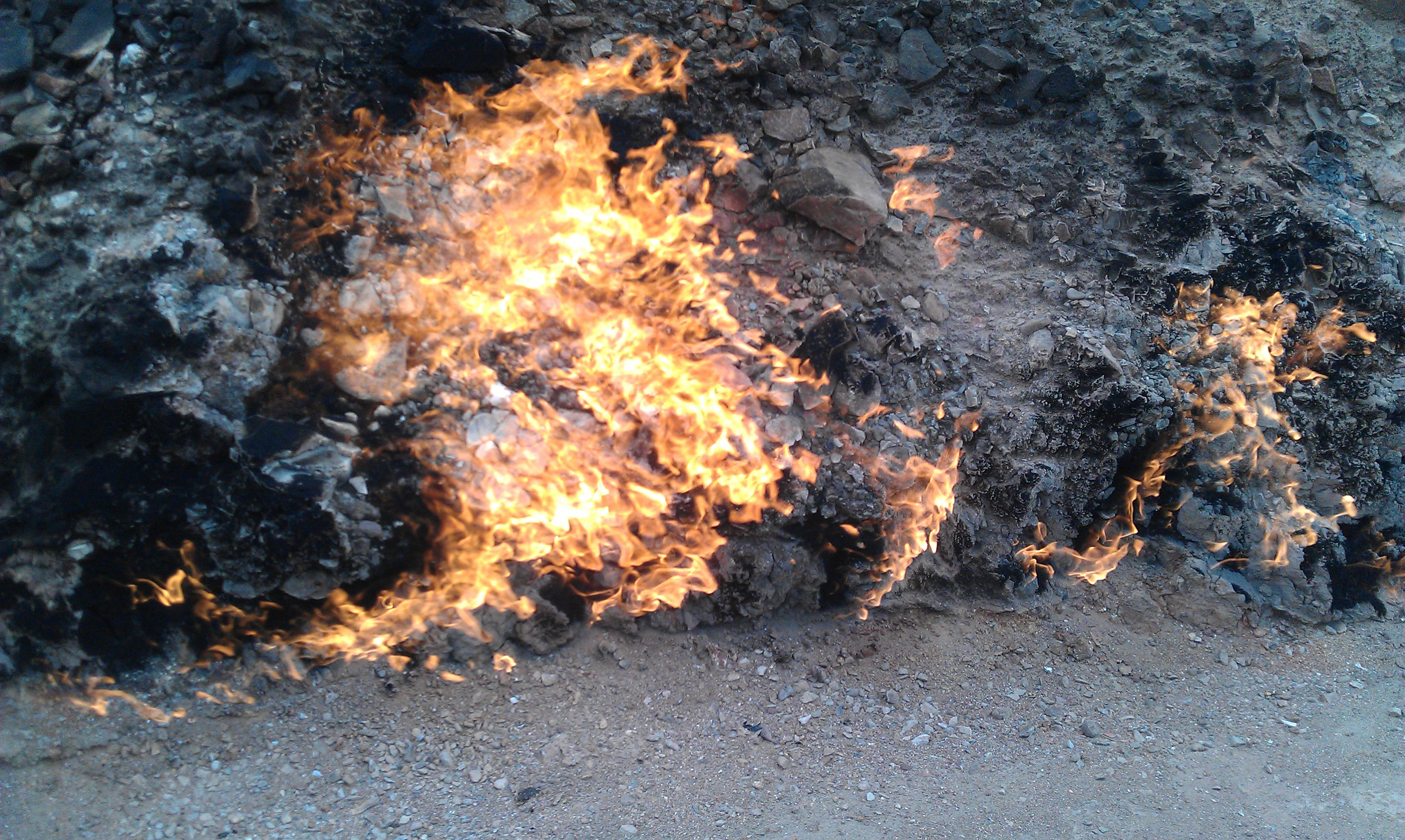

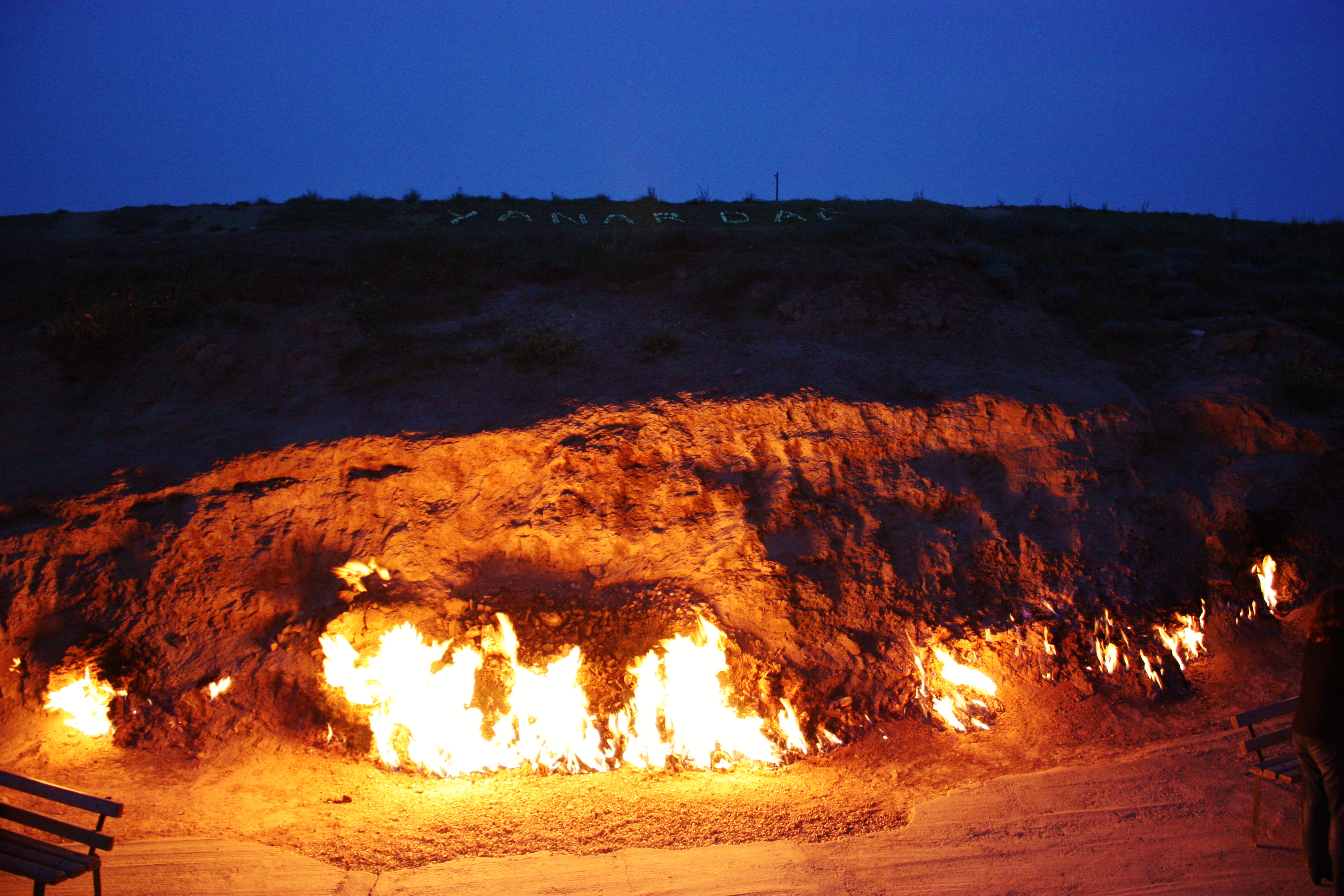
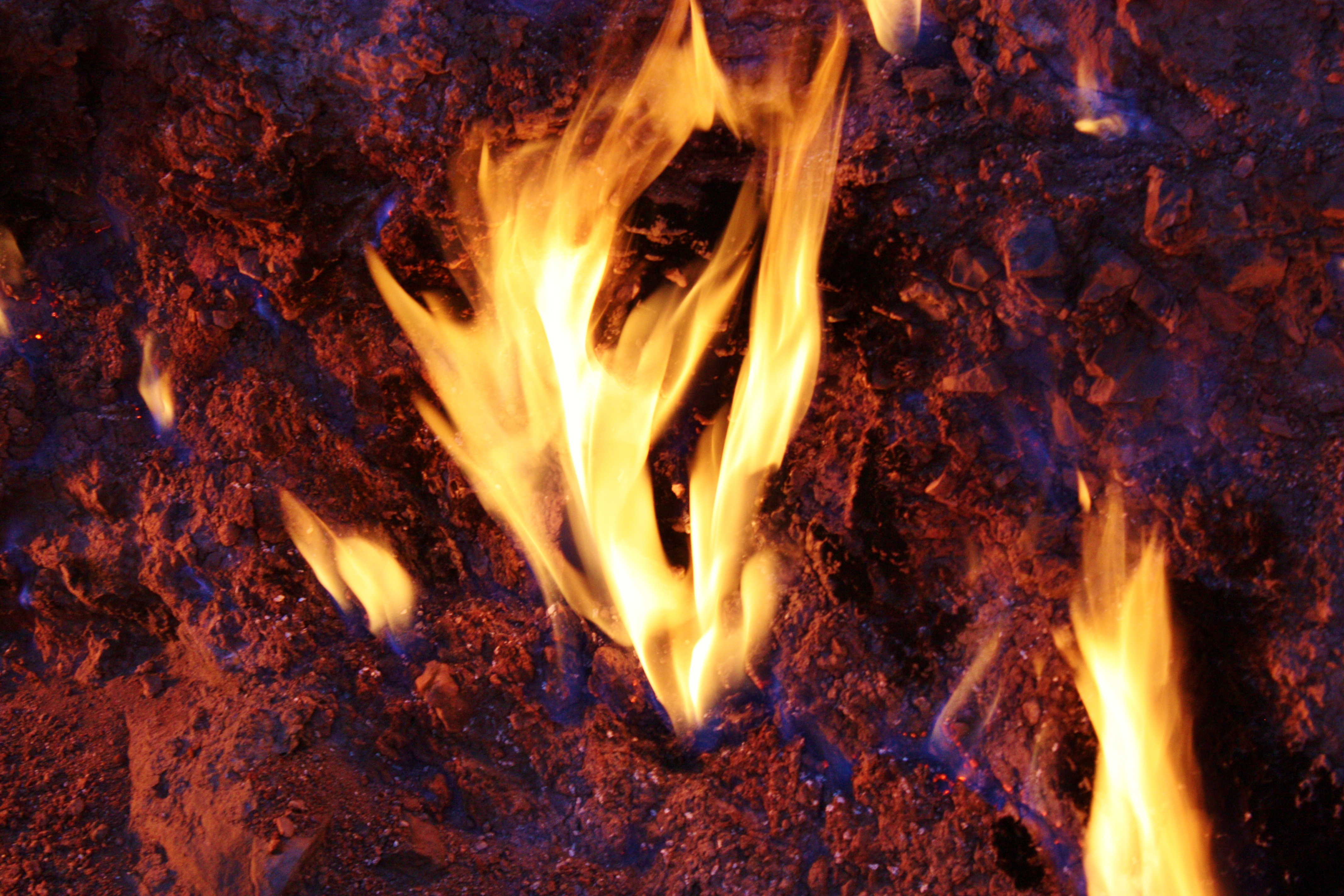